# Alfonso de Hohenlohe-Langenburg
El príncipe Alfonso de Hohenlohe-Langenburg (Madrid, 28 de mayo de 1924 - Marbella, 21 de diciembre de 2003) fue un noble y promotor inmobiliario germano-español, promotor de numerosos complejos turísticos en la Costa del Sol y fundador del Marbella Club. También fue empresario vinícola con los Viñedos y Bodegas Príncipe Alfonso de Hohenlohe, en Parchite, cerca de Ronda.

## Biografía
Alfonso Maximiliano Victorio Eugenio Alejandro María Pablo de la Santísima Trinidad y Todos los Santos era hijo del príncipe Maximiliano Egon de Hohenlohe-Langenburg (1897-1968) y de su esposa María de la Piedad de Yturbe y von Scholtz-Hermensdorff (conocida como Piedita), marquesa de Belvís de las Navas (1892-1990), hija del embajador mexicano Manuel Adrián de Yturbe y del Villar y de María de la Santísima Trinidad von Scholtz-Hermensdorff y de Behrz, Marquesa de Belvís de las Navas. Fue bautizado en el Palacio de Oriente, el Palacio Real de Madrid, y sus padrinos fueron el Rey Alfonso XIII y la Reina Victoria Eugenia. En una ocasión, el Rey Juan Carlos I le comentó al príncipe Alfonso que le envidiaba mucho por haber sido bautizado en el Palacio Real, ya que don Juan Carlos nació y fue bautizado en Roma, ciudad donde la familia real española vivía en exilio. Alfonso tenía muchos y buenos recuerdos de su padrino, el Rey don Alfonso XIII, a quien frecuentaba no sólo en España, sino también en Italia, país de su exilio donde Alfonso XIII moriría años después.
Alfonso tuvo cinco hermanos casados todos con aristócratas españoles, la princesa María Francisca (conocida como Pimpinela y marquesa de Belvís de las Navas) casada con Claudio Gamazo y Arnús, marqués de Soto de Aller; el príncipe Cristián, casado con Carmen de la Cuadra y de Medina (cuya hija María casó con Alfonso Martínez de Irujo y Fitz-James Stuart, duque de Aliaga (divorciados en 1987), hijo de Cayetana Fitz-James Stuart (duquesa de Alba); la princesa Isabel, quien caso con Joaquín Bertrán y Caralt; el príncipe Maximiliano casado (divorciados en 1985) con Ana de Medina y Fernández de Córdoba, marquesa de Navahermosa; y la princesa Beatriz (conocida como Teñu), casada (posteriormente divorciados) con Gonzalo Alfonso Fernández de Córdoba y Larios, duque de Arión.
Su infancia transcurrió entre el Palacio de su abuela materna, la Duquesa de Parcent (su abuela la marquesa de Belvís de las Navas se casó en segundas nupcias con el Duque de Parcent), y el castillo familiar de la familia Hohenlohe en Bohemia. Cuando Alfonso contaba 22 años, el patrimonio y rentas de su familia habían disminuido considerablemente, al perder sus posesiones en Checoslovaquia por la Primera Guerra Mundial, en México a causa de la Revolución Mexicana y muchas propiedades que la familia poseía en España, que sufrieron daños en la guerra civil. 
En 1947, el príncipe Alfonso, que entonces vivía en América, comenzó a adquirir terrenos en Marbella a instancias de su tío, Ricardo Soriano Scholtz von Hermensdorff (marqués de Ivanrey), mientras que en 1953 introdujo la Volkswagen en México. Gracias a los sustanciosos beneficios conseguidos, realizó fuertes inversiones en Marbella. Desde entonces, se convirtió en el promotor por excelencia de la Costa del Sol y atrajo hacia ella a todo el jet set al lugar. A lo largo de años en los que trabajó sin cesar, consiguió levantar el Marbella Club, en 1954 y una serie de hoteles, clubes, restaurantes, bungalós y urbanizaciones como Puente Romano.

## Matrimonios y descendencia
Se casó en 1955 con la Princesa Ira von Fürstenberg, con quien tuvo dos hijos, el Príncipe Christoph "Kiko" de Hohenlohe (1956-2006) y el Príncipe Hubertus de Hohenlohe (1959-). El matrimonio fue anulado en 1960. Casó en segundas nupcias con Jocelyn "Jackie" Lane el 3 de mayo de 1973, una actriz británica, con quien tuvo a la Princesa Arriana Theresa Maria de Hohenlohe (1975-), y de quien se divorció en 1985. Se casó por tercera vez con Marilys Heynes (1941-2000) el 15 de febrero de 1991 en Vaduz, residiendo con ella en su Cortijo "Las Monjas" de Ronda (Málaga), hasta su muerte en el año 2000. Asimismo, fue padre de Désirée von Hohenlohe, nacida en 1980 de su relación con la modelo suiza Heidi Balzar.
A lo largo de su vida, fue galardonado con la medalla de plata al mérito turístico; el premio a la Promoción Turística y una placa de los miembros de Comisiones Obreras de Marbella en la que se le reconoce como empresario modelo de 1978. En octubre, el ayuntamiento de Marbella aprobó su nombramiento como hijo adoptivo de la ciudad y, el 12 de diciembre de 2003, el Consejo de Ministros de España le concedió la Medalla al Mérito Turístico. Era además presidente de honor de un periódico de Marbella.
Introdujo el Pádel en España en 1974 después de una visita a su amigo Enrique Corcuera en México.

## Muerte
El príncipe falleció a consecuencia de un cáncer de próstata en su residencia El Principito, en Marbella.